# Hallelujah (singel Paramore)
Hallelujah to kolejny singel zespołu Paramore, który pochodzi z ich drugiej płyty – Riot!. Singel został wydany 18 września 2007 roku w Wielkiej Brytanii. 
Singel był na 139. miejscu na liście UK Singles Chart.
30 lipca 2007 roku ukazał się w Wielkiej Brytanii teledysk do piosenki. Teledysk zawiera materiały z koncertów i backstage Paramore.